# Arañuel
Arañuel è un comune spagnolo di 187 abitanti situato nella comunità autonoma Valenciana.